# Fengqiao (socken i Kina, Henan)
Fengqiao (kinesiska: 冯桥, 冯桥乡) är en socken i Kina. Den ligger i provinsen Henan, i den centrala delen av landet, omkring 190 kilometer öster om provinshuvudstaden Zhengzhou. Antalet invånare är 27 294. Befolkningen består av 13 974 kvinnor och 13 320 män. Barn under 15 år utgör 25,0 %, vuxna 15-64 år 64 %, och äldre över 65 år 9,0 %.
Genomsnittlig årsnederbörd är 888 millimeter. Den regnigaste månaden är juli, med i genomsnitt 196 mm nederbörd, och den torraste är januari, med 7 mm nederbörd.